# Kościół św. Stanisława Biskupa i Męczennika w Wolinie
Kościół pw. Świętego Stanisława Biskupa i Męczennika w Wolinie – świątynia wybudowana w stylu neogotyckim z cegły w 1848 roku jako luterańska. Mieści się przy ulicy Kościelnej 19. Patronem świątyni jest Stanisław ze Szczepanowa.

## Historia
Kościół zbudowany został jako świątynia staroluterańska w roku 1848. Od 1951 do 2000 był kościołem parafialnym parafii świętego Stanisława w Wolinie, obecnie kościół filialny. Poświęcony został 22 grudnia 1946 roku.

## Architektura
Jest to kościół wzniesiony z cegły na planie prostokąta, posiadający wydzielone trójbocznie zamknięte prezbiterium. Nakryta jest dachem dwuspadowym złożonym z dachówki z wyrastającą sygnaturką zwieńczoną ośmiobocznym hełmem. We wnętrzu znajdują się: strop belkowany odeskowany, od strony zachodniej, nad wejściem znajduje się empora chórowa, wsparta na czterech filarach, a na niej są umieszczone czynne siedmiogłosowe organy o trakturze mechanicznej, wykonane w połowie XIX wieku.
We wnętrzu, w prezbiterium pomiędzy oknami umieszczony jest obraz patrona świątyni: św. Stanisława. W kościele jest chrzcielnica z drewnianą pokrywą. 